# Karlsruher Sport-Club Mühlburg-Phönix 2017-2018
Questa voce raccoglie le informazioni riguardanti il Karlsruher Sport-Club Mühlburg-Phönix nelle competizioni ufficiali della stagione 2017-2018.

## Stagione
Nella stagione 2017-2018 il Karlsruhe, allenato da Marc-Patrick Meister, Christian Eichner e Alois Schwartz, concluse il campionato di 3. Liga al 3º posto e perse i play-off con l'Erzgebirge Aue. In Coppa di Germania il Karlsruhe fu eliminato al primo turno dal Bayer Leverkusen.

## Rosa
| N. |                     | Ruolo | Calciatore       |
| -- | ------------------- | ----- | ---------------- |
| 1  | Germania (bandiera) | P     | Dirk Orlishausen |
| 2  | Turchia (bandiera)  | C     | Burak Çamoğlu    |
| 3  | Giamaica (bandiera) | D     | Daniel Gordon    |
| 4  | Germania (bandiera) | D     | Martin Stoll     |
| 5  | Germania (bandiera) | D     | David Pisot      |
| 6  | Germania (bandiera) | C     | Andreas Hofmann  |
| 7  | Germania (bandiera) | C     | Marc Lorenz      |
| 8  | Germania (bandiera) | D     | Marcel Mehlem    |
| 9  | Germania (bandiera) | A     | Marvin Pourié    |
| 10 | Germania (bandiera) | C     | Marvin Wanitzek  |
| 11 | Germania (bandiera) | C     | Tim Fahrenholz   |
| 13 | Germania (bandiera) | D     | Kai Bülow        |
| 17 | Germania (bandiera) | D     | Tim Kircher      |
| 19 | Turchia (bandiera)  | A     | Malik Karaahmet  |

| N. |                     | Ruolo | Calciatore          |
| -- | ------------------- | ----- | ------------------- |
| 20 | Germania (bandiera) | A     | Valentino Vujinović |
| 21 | Germania (bandiera) | D     | Marco Thiede        |
| 22 | Germania (bandiera) | A     | Nathaniel Amamoo    |
| 23 | Kosovo (bandiera)   | C     | Florent Muslija     |
| 24 | Germania (bandiera) | A     | Fabian Schleusener  |
| 25 | Germania (bandiera) | D     | Jonas Föhrenbach    |
| 27 | Germania (bandiera) | A     | Dominik Stroh-Engel |
| 28 | Austria (bandiera)  | P     | Sebastian Gessl     |
| 29 | Germania (bandiera) | A     | Kai Luibrand        |
| 30 | Germania (bandiera) | A     | Anton Fink          |
| 31 | Germania (bandiera) | D     | Giuseppe Leo        |
| 32 | Germania (bandiera) | P     | Benjamin Uphoff     |
| 35 | Germania (bandiera) | D     | Matthias Bader      |

## Organigramma societario
Area tecnica
- Allenatore: Alois Schwartz
- Allenatore in seconda: Zlatan Bajramović, Dimitrios Moutas
- Preparatore dei portieri: Kai Rabe
- Preparatori atletici: Florian Böckler

## Calciomercato

### Sessione estiva
| Acquisti | Acquisti            | Acquisti                  | Acquisti |
| R.       | Nome                | da                        | Modalità |
| -------- | ------------------- | ------------------------- | -------- |
| C        | Oğuzhan Aydoğan     | Beşiktaş                  |          |
| A        | Nathaniel Amamoo    | Friburgo II               |          |
| D        | Kai Bülow           | Monaco 1860               |          |
| C        | Burak Çamoğlu       | Borussia Dortmund II      |          |
| A        | Anton Fink          | Chemnitz                  |          |
| D        | Jonas Föhrenbach    | Friburgo                  |          |
| D        | Daniel Gordon       | Sandhausen                |          |
| C        | Andreas Hofmann     | Greuther Fürth            |          |
| A        | Malik Karaahmet     | Eintracht Francoforte U17 |          |
| C        | Marc Lorenz         | Wehen Wiesbaden           |          |
| D        | David Pisot         | Kickers Würzburg          |          |
| A        | Fabian Schleusener  | FSV Francoforte           |          |
| C        | Alexander Siebeck   | RB Lipsia II              |          |
| A        | Dominik Stroh-Engel | Darmstadt                 |          |
| P        | Benjamin Uphoff     | Stoccarda                 |          |
| C        | Marvin Wanitzek     | Stoccarda                 |          |

| Cessioni | Cessioni             | Cessioni         | Cessioni |
| R.       | Nome                 | a                | Modalità |
| -------- | -------------------- | ---------------- | -------- |
| D        | Jordi Figueras       | ATK              |          |
| C        | Hiroki Yamada        | Júbilo Iwata     |          |
| C        | Charīs Maurias       | Rijeka           |          |
| C        | Boubacar Barry       | Werder Brema II  |          |
| C        | Gaëtan Krebs         | Elversberg       |          |
| D        | Dennis Kempe         | Erzgebirge Aue   |          |
| A        | Dīmītrīs Diamantakos | Bochum           |          |
| D        | Benedikt Gimber      | Hoffenheim       |          |
| C        | Tim Grupp            | Astoria Walldorf |          |
| D        | Niklas Hoffmann      | Friburgo II      |          |
| A        | Florian Kamberi      | Grasshoppers     |          |
| D        | David Kinsombi       | Holstein Kiel    |          |
| C        | Franck Kom           | Espérance        |          |
| C        | Manuel Torres        | Greuther Fürth   |          |
| C        | Jonas Meffert        | Friburgo         |          |
| C        | Marvin Mehlem        | Darmstadt        |          |
| A        | Stefan Mugoša        | Sheriff Tiraspol |          |
| C        | Grischa Prömel       | Union Berlino    |          |
| A        | Fabian Reese         | Schalke 04       |          |
| D        | Ylli Sallahi         | Karlsruhe II     |          |
| P        | Florian Stritzel     | Darmstadt        |          |
| D        | Bjarne Thoelke       | Amburgo          |          |
| C        | Enrico Valentini     | Norimberga       |          |
| C        | Yann Rolim           | Aalborg          |          |

### Sessione invernale
| Acquisti | Acquisti      | Acquisti | Acquisti |
| R.       | Nome          | da       | Modalità |
| -------- | ------------- | -------- | -------- |
| A        | Marvin Pourié | Randers  |          |

| Cessioni | Cessioni          | Cessioni             | Cessioni |
| R.       | Nome              | a                    | Modalità |
| -------- | ----------------- | -------------------- | -------- |
| C        | Severin Buchta    | Alemannia Aquisgrana |          |
| C        | Alexander Siebeck | Energie Cottbus      |          |
| C        | Oğuzhan Aydoğan   | Beşiktaş II          |          |
| A        | Oskar Zawada      | Wisła Płock          |          |

## Risultati

### 3. Liga

#### Girone di andata
| Arbitro: | Stegemann |

|                                 |           |                             |
| Stroh-Engel 69’ Fink 73’ (rig.) | Marcatori | 13’ Reimerink 38’ Danneberg |

| Arbitro: | Schröder |

|                                          |           |                           |
| Hain 24’ (rig.) Bigalke 39’ Schimmer 89’ | Marcatori | 13’ (rig.) Fink 38’ Pisot |

| Arbitro: | Lossius |

|                       |           |  |
| Jensen 37’ Kazior 89’ | Marcatori |  |

| Arbitro: | Heft |

|                    |           |             |
| Fink 56’ Bülow 83’ | Marcatori | 44’ Mintzel |

| Arbitro: | Osmanagic |

|                                                 |           |  |
| Bülow 11’ (aut.) Kyere 33’ Scheu 50’ Bender 89’ | Marcatori |  |

| Arbitro: | Willenborg |

|                 |           |           |
| Schleusener 66’ | Marcatori | 13’ Röser |

| Chemnitz 9 settembre 2017, ore 14:00 CEST 7ª giornata | Chemnitz | 0 – 0 referto | Karlsruhe | community4you Arena (7 013 spett.)\| Arbitro: \| Schult \| |
| Arbitro:                                              | Schult   |               |           |                                                            |

| Arbitro: | Osmers |

|          |           |  |
| Fink 75’ | Marcatori |  |

| Arbitro: | Müller |

|            |           |  |
| Hägele 78’ | Marcatori |  |

| Arbitro: | Rohde |

|                                    |           |  |
| Laurito 17’ (aut.) Schleusener 90’ | Marcatori |  |

| Arbitro: | Kempkes |

|                          |           |  |
| Girth 51’ Kleinsorge 61’ | Marcatori |  |

| Arbitro: | Heft |

|                      |           |  |
| Schleusener 34’, 88’ | Marcatori |  |

| Arbitro: | Wollenweber |

|                 |           |                |
| Al-Hazaimeh 76’ | Marcatori | 25’ Föhrenbach |

| Arbitro: | Kampka |

|              |           |  |
| Wanitzek 40’ | Marcatori |  |

| Arbitro: | Weickenmeier |

|  |           |                              |
|  | Marcatori | 4’, 23’ Schleusener 51’ Fink |

| Arbitro: | Schwermer |

|            |           |  |
| Gordon 44’ | Marcatori |  |

| Arbitro: | Kempkes |

|  |           |                            |
|  | Marcatori | 49’ Schleusener 61’ Mehlem |

| Karlsruhe 2 dicembre 2017, ore 14:00 CET 18ª giornata | Karlsruhe | 0 – 0 referto | Aalen | Wildparkstadion (10 093 spett.)\| Arbitro: \| Sather \| |
| Arbitro:                                              | Sather    |               |       |                                                         |

| Jena 9 dicembre 2017, ore 13:00 CET 19ª giornata | Carl Zeiss Jena | 0 – 0 referto | Karlsruhe | Ernst-Abbe-Sportfeld (4 478 spett.)\| Arbitro: \| Börner \| |
| Arbitro:                                         | Börner          |               |           |                                                             |

#### Girone di ritorno
| Osnabrück 14 febbraio 2018, ore 19:00 CET 20ª giornata | Osnabrück | 0 – 0 referto | Karlsruhe | Stadion an der Bremer Brücke (8 137 spett.)\| Arbitro: \| Müller \| |
| Arbitro:                                               | Müller    |               |           |                                                                     |

| Arbitro: | Jablonski |

|                                        |           |                    |
| Schleusener 20’ Mehlem 86’ Muslija 90’ | Marcatori | 30’ Kiomourtzoglou |

| Arbitro: | Kornblum |

|              |           |  |
| Wanitzek 25’ | Marcatori |  |

| Arbitro: | Rohde |

|             |           |                |
| Andrist 80’ | Marcatori | 6’ Schleusener |

| Arbitro: | Aarnink |

|                |           |  |
| Schleusener 6’ | Marcatori |  |

| Arbitro: | Bläser |

|  |           |                 |
|  | Marcatori | 62’ Schleusener |

| Arbitro: | Alt |

|                            |           |  |
| Schleusener 59’ Gordon 70’ | Marcatori |  |

| Arbitro: | Hussein |

|             |           |                 |
| Lindner 51’ | Marcatori | 80’ Schleusener |

| Arbitro: | Brütting |

|                                      |           |             |
| Çamoğlu 47’ Pisot 63’ Föhrenbach 79’ | Marcatori | 86’ Röttger |

| Arbitro: | Müller |

|          |           |                                 |
| Huth 34’ | Marcatori | 12’, 89’ Schleusener 19’ Gordon |

| Arbitro: | Lossius |

|               |           |  |
| Fink 27’, 77’ | Marcatori |  |

| Würzburg 24 marzo 2018, ore 14:00 CET 31ª giornata | Kickers Würzburg | 0 – 0 referto | Karlsruhe | flyeralarm Arena (8 057 spett.)\| Arbitro: \| Winter \| |
| Arbitro:                                           | Winter           |               |           |                                                         |

| Arbitro: | Pfeifer |

|                                                       |           |  |
| Al-Hazaimeh 31’ (aut.) Schleusener 61’ Föhrenbach 78’ | Marcatori |  |

| Arbitro: | Storks |

|                      |           |  |
| Türpitz 69’ Beck 90’ | Marcatori |  |

| Karlsruhe 15 aprile 2018, ore 14:00 CEST 34ª giornata | Karlsruhe | 0 – 0 referto | Hansa Rostock | Wildparkstadion (15 350 spett.)\| Arbitro: \| Sather \| |
| Arbitro:                                              | Sather    |               |               |                                                         |

| Arbitro: | Waschitzki-Günther |

|                          |           |                                               |
| Eisele 46’ Wachsmuth 86’ | Marcatori | 19’ Schleusener 36’ Pourié 60’ Bülow 80’ Fink |

| Karlsruhe 28 aprile 2018, ore 14:00 CEST 36ª giornata | Karlsruhe | 0 – 0 referto | Paderborn | Wildparkstadion (16 899 spett.)\| Arbitro: \| Kampka \| |
| Arbitro:                                              | Kampka    |               |           |                                                         |

| Arbitro: | Cortus |

|  |           |                      |
|  | Marcatori | 9’ Pourié 55’ Gordon |

| Arbitro: | Badstübner |

|                               |           |                                         |
| Pourié 1’ Wanitzek 60’ (rig.) | Marcatori | 27’ Thiele 41’ Günther-Schmidt 81’ Bock |

#### Spareggio promozione-retrocessione
| Karlsruhe 18 maggio 2018, ore 18:15 CEST andata | Karlsruhe | 0 – 0 referto | Erzgebirge Aue | Wildparkstadion (25 906 spett.)\| Arbitro: \| Stegemann \| |
| Arbitro:                                        | Stegemann |               |                |                                                            |

| Arbitro: | Dankert |

|                       |           |                 |
| Bertram 25’, 53’, 75’ | Marcatori | 44’ Schleusener |

### Coppa di Germania
| Arbitro: | Hartmann |

|  |           |                                     |
|  | Marcatori | 93’ Kohr 99’ Pohjanpalo 105’ Bailey |

## Statistiche

### Statistiche di squadra
| Competizione                       | Punti | In casa | In casa | In casa | In casa | In casa | In casa | In trasferta | In trasferta | In trasferta | In trasferta | In trasferta | In trasferta | Totale | Totale | Totale | Totale | Totale | Totale | DR  |
| Competizione                       | Punti | G       | V       | N       | P       | Gf      | Gs      | G            | V            | N            | P            | Gf           | Gs           | G      | V      | N      | P      | Gf     | Gs     | DR  |
| ---------------------------------- | ----- | ------- | ------- | ------- | ------- | ------- | ------- | ------------ | ------------ | ------------ | ------------ | ------------ | ------------ | ------ | ------ | ------ | ------ | ------ | ------ | --- |
| 3. Liga                            | 69    | 19      | 13      | 5       | 1       | 29      | 9       | 19           | 6            | 7            | 6            | 20           | 20           | 38     | 19     | 12     | 7      | 49     | 29     | +20 |
| Spareggio promozione-retrocessione | -     | 1       | 0       | 1       | 0       | 0       | 0       | 1            | 0            | 0            | 1            | 1            | 3            | 2      | 0      | 1      | 1      | 1      | 3      | -2  |
| Coppa di Germania                  | -     | 1       | 0       | 0       | 1       | 0       | 3       | 0            | 0            | 0            | 0            | 0            | 0            | 1      | 0      | 0      | 1      | 0      | 3      | -3  |
| Totale                             | 69    | 21      | 13      | 6       | 2       | 29      | 12      | 20           | 6            | 7            | 7            | 21           | 23           | 41     | 19     | 13     | 9      | 50     | 35     | +15 |

### Andamento in campionato
| Giornata  | 1 | 2  | 3  | 4  | 5  | 6  | 7  | 8  | 9  | 10 | 11 | 12 | 13 | 14 | 15 | 16 | 17 | 18 | 19 | 20 | 21 | 22 | 23 | 24 | 25 | 26 | 27 | 28 | 29 | 30 | 31 | 32 | 33 | 34 | 35 | 36 | 37 | 38 |
| --------- | - | -- | -- | -- | -- | -- | -- | -- | -- | -- | -- | -- | -- | -- | -- | -- | -- | -- | -- | -- | -- | -- | -- | -- | -- | -- | -- | -- | -- | -- | -- | -- | -- | -- | -- | -- | -- | -- |
| Luogo     | C | T  | T  | C  | T  | C  | T  | C  | T  | C  | T  | C  | T  | C  | T  | C  | T  | C  | T  | T  | C  | C  | T  | C  | T  | C  | T  | C  | T  | C  | T  | C  | T  | C  | T  | C  | T  | C  |
| Risultato | N | P  | P  | V  | P  | N  | N  | V  | P  | V  | P  | V  | N  | V  | V  | V  | V  | N  | N  | N  | V  | V  | N  | V  | V  | V  | N  | V  | V  | V  | N  | V  | P  | N  | V  | N  | V  | P  |
| Posizione | 8 | 13 | 14 | 11 | 14 | 15 | 15 | 11 | 15 | 12 | 14 | 8  | 10 | 9  | 9  | 8  | 7  | 7  | 8  | 7  | 6  | 6  | 6  | 5  | 5  | 5  | 5  | 4  | 4  | 4  | 4  | 4  | 4  | 4  | 3  | 3  | 3  | 3  |

Legenda:

Luogo: C = Casa; T = Trasferta. Risultato: V = Vittoria; N = Pareggio; P = Sconfitta.

### Statistiche dei giocatori
| Giocatore      | 3. Liga  | 3. Liga | 3. Liga     | 3. Liga    | Spareggio | Spareggio | Spareggio   | Spareggio  | Coppa di Germania | Coppa di Germania | Coppa di Germania | Coppa di Germania | Totale   | Totale | Totale      | Totale     |
| Giocatore      | Presenze | Reti    | Ammonizioni | Espulsioni | Presenze  | Reti      | Ammonizioni | Espulsioni | Presenze          | Reti              | Ammonizioni       | Espulsioni        | Presenze | Reti   | Ammonizioni | Espulsioni |
| -------------- | -------- | ------- | ----------- | ---------- | --------- | --------- | ----------- | ---------- | ----------------- | ----------------- | ----------------- | ----------------- | -------- | ------ | ----------- | ---------- |
| N. Amamoo      | 0        | 0       | 0           | 0          | 0         | 0         | 0           | 0          | 0                 | 0                 | 0                 | 0                 | 0        | 0      | 0           | 0          |
| O. Aydoğan     | 1        | 0       | 0           | 0          | 0         | 0         | 0           | 0          | 0                 | 0                 | 0                 | 0                 | 1        | 0      | 0           | 0          |
| M. Bader       | 29       | 0       | 7           | 0          | 2         | 0         | 0           | 0          | 0                 | 0                 | 0                 | 0                 | 31       | 0      | 7           | 0          |
| S. Buchta      | 0        | 0       | 0           | 0          | 0         | 0         | 0           | 0          | 0                 | 0                 | 0                 | 0                 | 0        | 0      | 0           | 0          |
| K. Bülow       | 21       | 2       | 1           | 0          | 0         | 0         | 0           | 0          | 1                 | 0                 | 0                 | 0                 | 22       | 2      | 1           | 0          |
| T. Fahrenholz  | 0        | 0       | 0           | 0          | 0         | 0         | 0           | 0          | 0                 | 0                 | 0                 | 0                 | 0        | 0      | 0           | 0          |
| A. Fink        | 36       | 8       | 2           | 0          | 2         | 0         | 0           | 0          | 1                 | 0                 | 0                 | 0                 | 39       | 8      | 2           | 0          |
| J. Föhrenbach  | 36       | 3       | 2           | 0          | 2         | 0         | 1           | 0          | 0                 | 0                 | 0                 | 0                 | 38       | 3      | 3           | 0          |
| S. Gessl       | 0        | 0       | 0           | 0          | 0         | 0         | 0           | 0          | 0                 | 0                 | 0                 | 0                 | 0        | 0      | 0           | 0          |
| D. Gordon      | 35       | 4       | 2           | 0          | 2         | 0         | 0           | 0          | 0                 | 0                 | 0                 | 0                 | 37       | 4      | 2           | 0          |
| A. Hofmann     | 3        | 0       | 1           | 0          | 0         | 0         | 0           | 0          | 1                 | 0                 | 0                 | 0                 | 4        | 0      | 1           | 0          |
| M. Karaahmet   | 0        | 0       | 0           | 0          | 0         | 0         | 0           | 0          | 0                 | 0                 | 0                 | 0                 | 0        | 0      | 0           | 0          |
| T. Kircher     | 0        | 0       | 0           | 0          | 0         | 0         | 0           | 0          | 0                 | 0                 | 0                 | 0                 | 0        | 0      | 0           | 0          |
| G. Leo         | 1        | 0       | 0           | 0          | 0         | 0         | 0           | 0          | 0                 | 0                 | 0                 | 0                 | 1        | 0      | 0           | 0          |
| M. Lorenz      | 28       | 0       | 5           | 0          | 1         | 0         | 1           | 0          | 1                 | 0                 | 0                 | 0                 | 30       | 0      | 6           | 0          |
| K. Luibrand    | 4        | 0       | 0           | 0          | 0         | 0         | 0           | 0          | 1                 | 0                 | 0                 | 0                 | 5        | 0      | 0           | 0          |
| M. Mehlem      | 28       | 2       | 10          | 0          | 2         | 0         | 1           | 0          | 0                 | 0                 | 0                 | 0                 | 30       | 2      | 11          | 0          |
| F. Muslija     | 37       | 1       | 4           | 0          | 2         | 0         | 0           | 0          | 1                 | 0                 | 0                 | 0                 | 40       | 1      | 4           | 0          |
| D. Orlishausen | 1        | 0       | 0           | 0          | 0         | 0         | 0           | 0          | 0                 | 0                 | 0                 | 0                 | 1        | 0      | 0           | 0          |
| D. Pisot       | 38       | 2       | 4           | 0          | 2         | 0         | 0           | 0          | 1                 | 0                 | 0                 | 0                 | 41       | 2      | 4           | 0          |
| M. Pourié      | 13       | 3       | 1           | 0          | 2         | 0         | 0           | 0          | 0                 | 0                 | 0                 | 0                 | 15       | 3      | 1           | 0          |
| F. Schleusener | 37       | 17      | 2           | 0          | 2         | 1         | 0           | 0          | 1                 | 0                 | 0                 | 0                 | 40       | 18     | 2           | 0          |
| A. Siebeck     | 8        | 0       | 1           | 0          | 0         | 0         | 0           | 0          | 1                 | 0                 | 0                 | 0                 | 9        | 0      | 1           | 0          |
| M. Stoll       | 6        | 0       | 1           | 0          | 0         | 0         | 0           | 0          | 1                 | 0                 | 0                 | 0                 | 7        | 0      | 1           | 0          |
| D. Stroh-Engel | 26       | 1       | 2           | 0          | 1         | 0         | 0           | 0          | 0                 | 0                 | 0                 | 0                 | 27       | 1      | 2           | 0          |
| M. Thiede      | 23       | 0       | 2           | 0          | 2         | 0         | 0           | 0          | 0                 | 0                 | 0                 | 0                 | 25       | 0      | 2           | 0          |
| B. Uphoff      | 37       | 0       | 1           | 0          | 2         | 0         | 0           | 0          | 1                 | 0                 | 0                 | 0                 | 40       | 0      | 1           | 0          |
| V. Vujinović   | 1        | 0       | 0           | 0          | 0         | 0         | 0           | 0          | 1                 | 0                 | 0                 | 0                 | 2        | 0      | 0           | 0          |
| M. Wanitzek    | 37       | 3       | 4           | 1          | 2         | 0         | 0           | 0          | 1                 | 0                 | 0                 | 0                 | 40       | 3      | 4           | 1          |
| O. Zawada      | 6        | 0       | 1           | 0          | 0         | 0         | 0           | 0          | 1                 | 0                 | 0                 | 0                 | 7        | 0      | 1           | 0          |
| B. Çamoğlu     | 28       | 1       | 1           | 0          | 0         | 0         | 0           | 0          | 1                 | 0                 | 0                 | 0                 | 29       | 1      | 1           | 0          |